# Talbot-Matra Murena

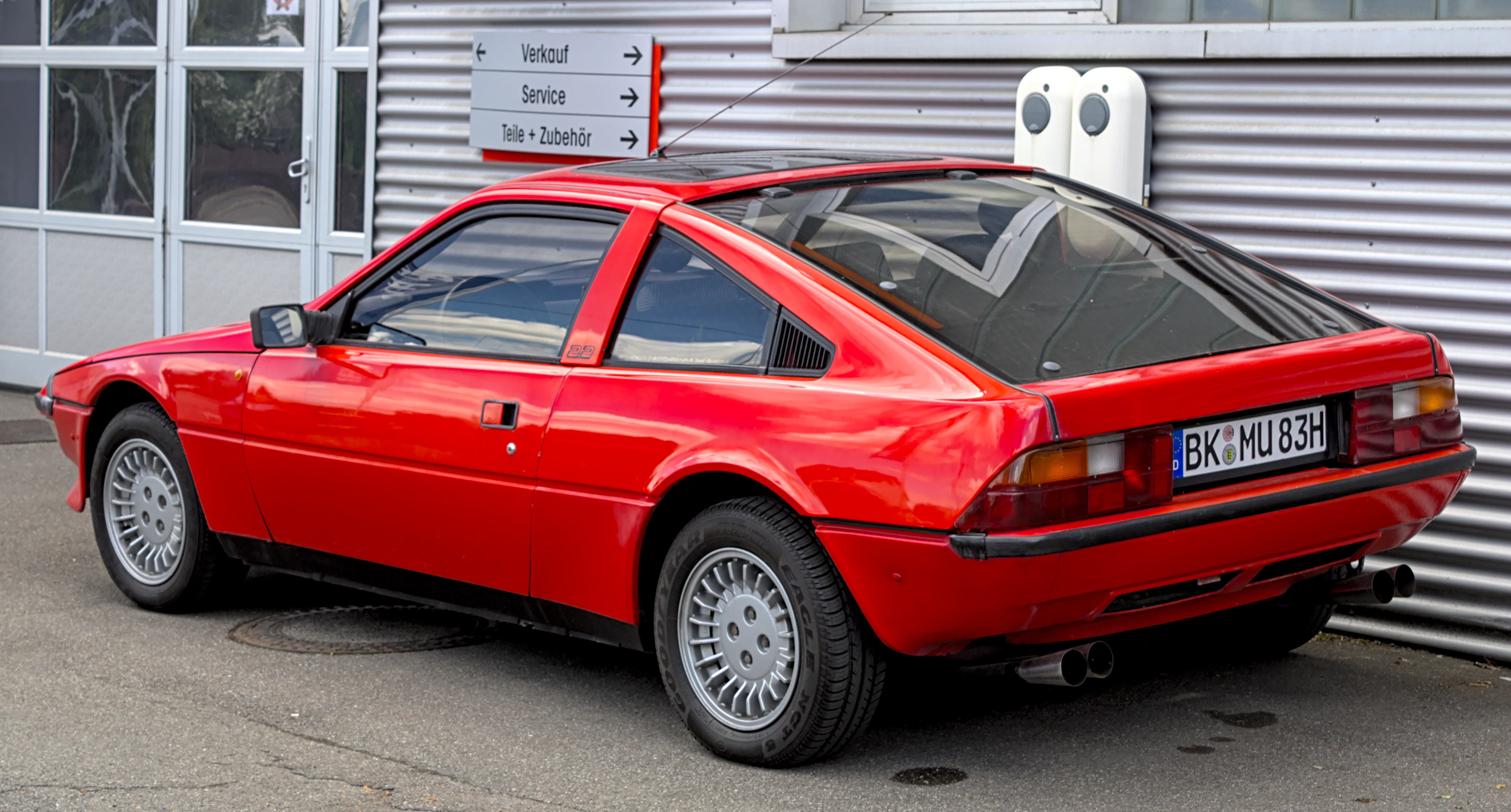
Heckansicht

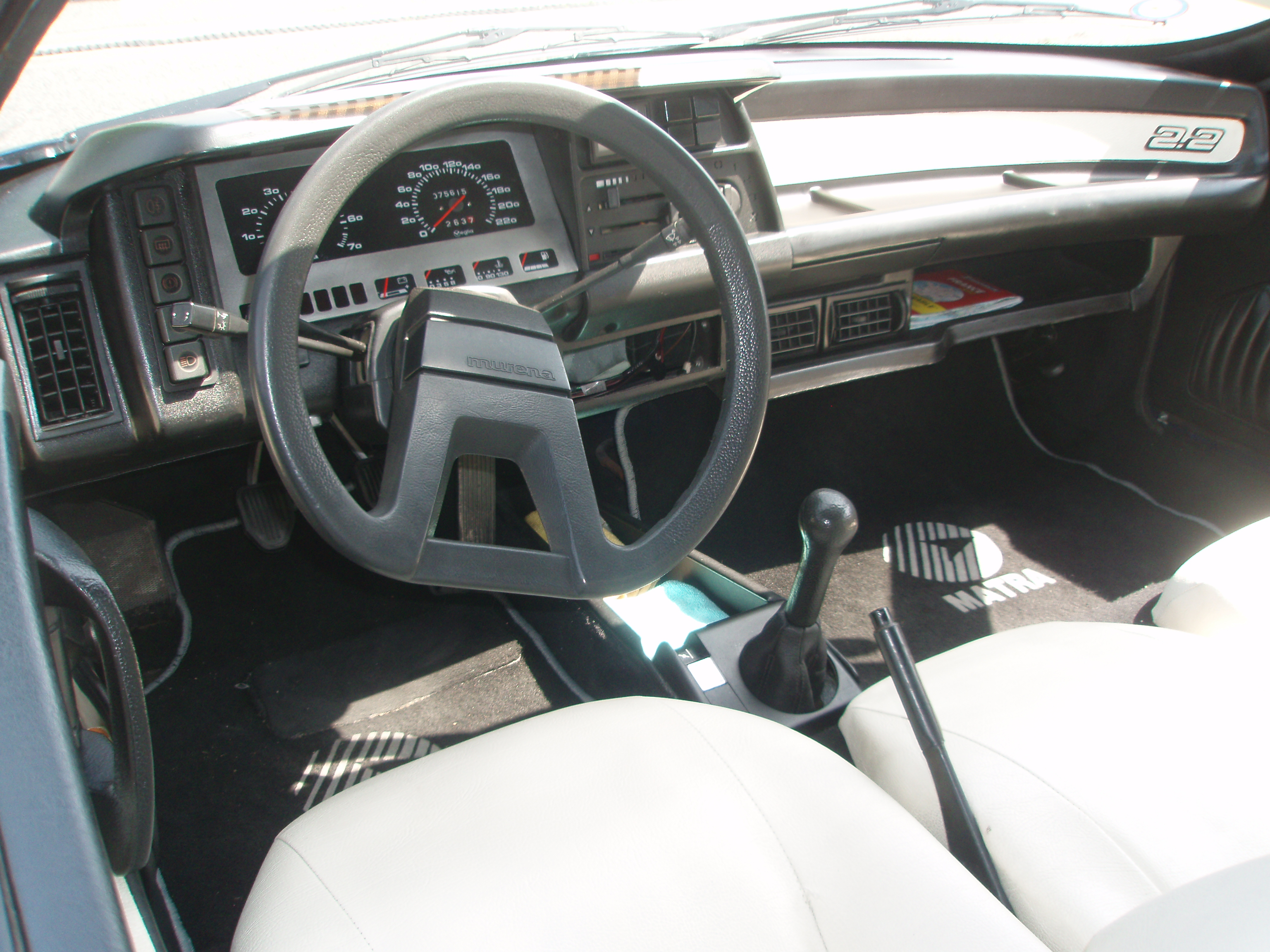
Armaturenbrett eines Murena 2.2

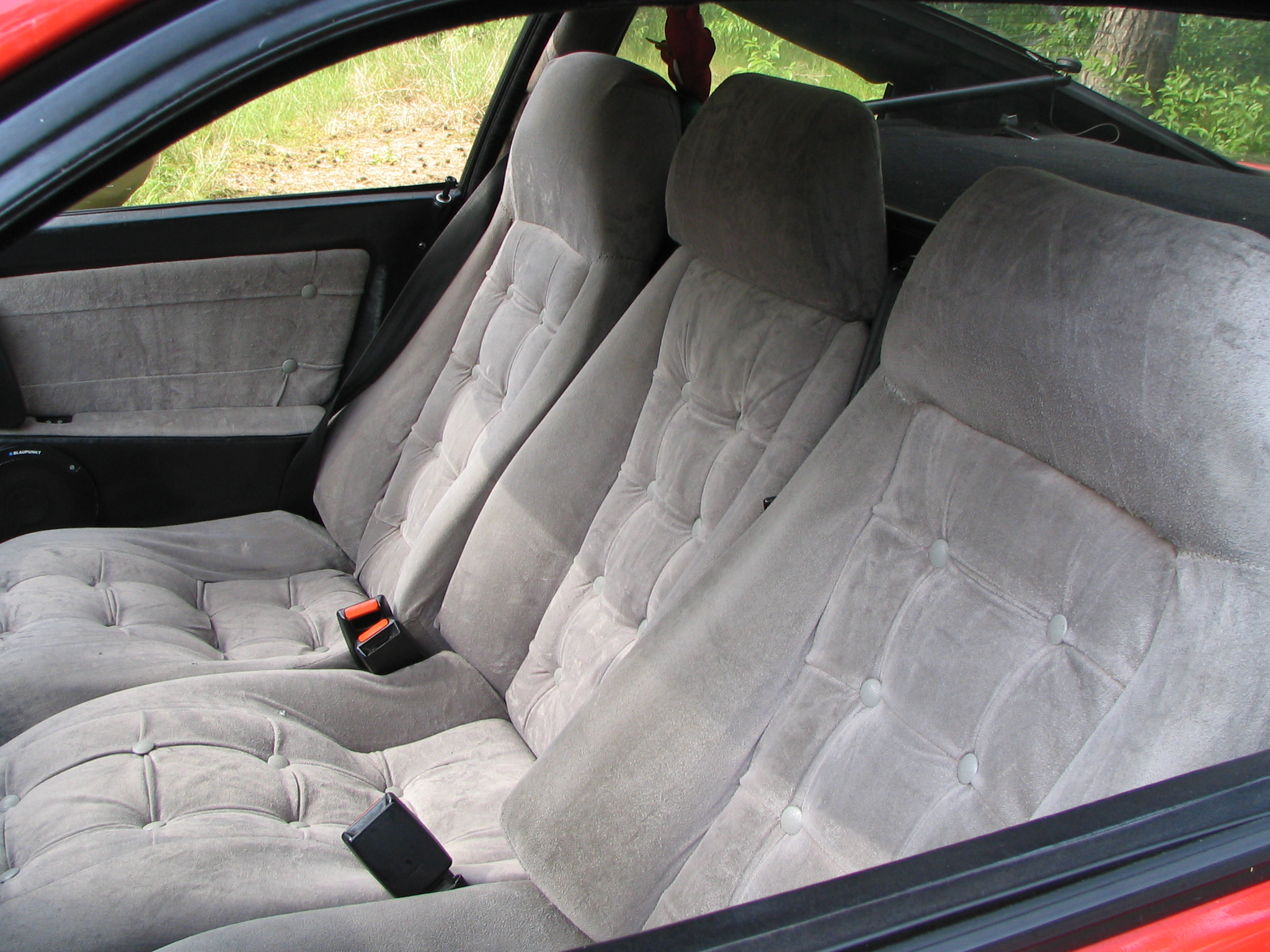
Die charakteristischen drei Vordersitze

Der Talbot-Matra Murena ist ein dreisitziges Sportcoupé und das letzte gemeinsame Produkt, das aus der langjährigen Kooperation der französischen Automobilbauer Talbot und Matra hervorging. Von 1980 bis 1983 wurden im Matra-Werk in Romorantin-Lanthenay insgesamt 10.680 Murena gebaut.

## Entwicklung
Der Murena wurde ab 1978 als Nachfolger des Matra-Simca Bagheera entwickelt. Nach der Integration von Simca in den PSA-Konzern wurde die Zusammenarbeit zunächst eingestellt und das Fahrzeug allein bei Matra konzipiert. Daher rührt auch die oft auftretende Fehlbezeichnung nur als „Matra Murena“. Ursprünglich hatte Matra den Einsatz des Douvrain Motors vorgesehen. Diese Pläne zerschlugen sich jedoch, da Renault diesen bereits im Fuego im Einsatz hatte, der die gleiche Kundenzielgruppe wie der Murena hatte und der Konzern keine interne Konkurrenz wollte. Mangels Alternativen begann Matra so wieder eine Kooperation mit Simca, die inzwischen als Talbot in die Groupe PSA eingegliedert worden waren, um die Vierzylinder von Talbot nutzen zu können. Unter den Projektnamen M551 und M552 wurden zwei Murena-Varianten entwickelt, eine mit 1,6 und eine mit 2,2 l Hubraum.
Chef der Entwicklung war der Matra-Ingenieur und spätere Geschäftsführer Philippe Guédon, der u. a. auch schon beim Vorgängermodell Bagheera in der Entwicklung leitend tätig gewesen war. Ebenfalls beteiligt war der ehemalige Formel-1-Pilot Jean-Pierre Beltoise, dessen Kompetenzen insbesondere in die Abstimmung des Fahrwerks einflossen.
Das Fahrzeug verfügt über viele aus anderen PSA-Fahrzeugen übernommene Bauteile: Die Motoren wurden bereits im Talbot Solara und im Talbot Tagora verwendet, das Getriebe im Citroën CX, Rücklichter, Lenkung und Vorderradaufhängung im Talbot Horizon und die Türgriffe im Peugeot 505.
Die Karosserie des Murena entwarf der Designer Antonis Volanis, der bereits vorher mehrmals mit Matra zusammengearbeitet hatte. Obwohl der Wagen einzelne Elemente und Imperfektionen im Design aufwies, die von den kompromisslosen Vorgaben des Herstellers herrührten, wurde ein für die Zeit beachtlich niedriger Luftwiderstandsbeiwert (cw) von 0,328 erreicht. Es wurden ausschließlich Linkslenker hergestellt; im britischen Raum existieren jedoch auch nachträgliche Umbauten auf Rechtslenker durch Dritte.

## Technik

### Karosserie
Der Murena hatte eine selbsttragende Karosserie mit Stahlgerippe und Beplankung aus Kunststoff, für die einige Designelemente vom Vorgängermodell Bagheera übernommen wurden. Als Reaktion auf dessen Ruf, sehr schnell Rost anzusetzen, wurden alle Murena-Karosserieteile feuerverzinkt. Dazu wurde das komplette Karosseriegerippe nach Vorbehandlungen für 8 min in ein Zinkbad getaucht, wobei sich etwa 2 kg Zink als 65 μm dicke Schicht anlagerten. Der Murena war das erste Serienfahrzeug weltweit, bei dem das Verfahren der Feuerverzinkung der gesamten Karosserie angewendet wurde. Talbot verkaufte die Wagen mit einer Rostschutzgarantie von 6 Jahren, was damals noch nicht üblich war.
Die Kunststoffteile der Karosserie aus glasfaserverstärktem Polyesterharz (GFK) wurden auf das Stahlblechgerippe aufgeklebt und aufgenietet. GFK wurde auch für die Stoßfänger und die charakteristischen Klappscheinwerfer verwendet.
Für Mittelmotorfahrzeuge untypisch, hatte der Murena wegen seiner großen Glasflächen eine sehr gute Rundumsicht. Relativ gute Platz- und Sichtverhältnisse wurden auch dadurch geschaffen, dass der Mittelmotor quer und geneigt nahe der Hinterachse angeordnet wurde. Auch ein kleiner Kofferraum ist im hinteren Teil des Fahrzeugs vorhanden, erreichbar durch Hochklappen der übergroßen Heckscheibe. Unter der Fronthaube befinden sich neben dem Reserverad auch Teile des Bremssystems sowie der Tank für das Scheibenwaschwasser.
Für die letzte und gleichzeitig seltenste Modellversion 2.2S mit dem Préparation 142-Bodykit erhielt das sonst flügellose Fahrzeug neben einer aerodynamischeren Front auch einen schwarzen Heckflügel aus Kunststoff.

### Innenraum
Der Innovation des Matra-Simca Bagheera folgend verfügt auch der Murena über drei Vordersitze – diese Konfiguration hatte sich als deutlich effektiver im Vergleich zur traditionellen 2+2-Anordnung erwiesen, deren Rücksitze aufgrund der Enge meist unbrauchbar sind. Der etwas schmalere Mittelsitz kann zudem nach vorn umgeklappt werden, was eine Art überdimensionierte Armlehne für Fahrer und Beifahrer bildet. Es wurde besonderer Wert auf den Komfort gelegt. Das Armaturenbrett gleicht in seinem Aufbau dem des Bagheera, ist jedoch deutlich konventioneller und zeitgenössischer gestaltet als das eher futuristische Cockpit des Vorgängers.

### Fahrwerk
Die Radaufhängung erfolgte vorne an einer Doppelquerlenkerachse, hinten gab es eine Schräglenkerachse. Während die Federung hinten mit progressiv wirkenden Schraubenfedern erfolgte, waren vorne längs liegende Drehstabfedern eingebaut, zusätzlich gab es quer liegende Drehstabfedern als Stabilisatoren und Stoßdämpfer. Rundum Scheibenbremsen und Zahnstangenlenkung waren weitere Merkmale.

### Antrieb und Ausstattung
- 1.6: einfache Ausstattung mit Poissy-Motor von Simca, 1592 cm³ und 68 kW (92 PS). Verbesserte Ausstattung (elektrische Fensterheber und 14"-Leichtmetallräder statt 13"-Stahlrädern) auf Wunsch lieferbar. Von September 1980 bis Juni 1983 wurden insgesamt 5.640 Exemplare gebaut.

- 2.2: verbesserte Ausstattung (elektrische Fensterheber, Zentralverriegelung, 14"-Leichtmetallräder, Mittelkonsole, Luxusverkleidung) mit Vierzylindermotor vom Chrysler 180, 2155 cm³ und 87 kW (118 PS). Von Februar 1981 bis Juni 1983 liefen insgesamt 4.560 Fahrzeuge vom Band.

- 2.2S: Murena 2.2 mit Leistungs-Kit und 104 kW (142 PS), bestehend aus zwei Doppelvergasern, scharfer Nockenwelle und Aerodynamikpaket, zu dem Seitenschweller und eine Heckabrisskante gehörten. Von Juni bis Juli 1983 wurden nur 480 Exemplare des Murena 2.2S (mit Leistungs-Kit ab Werk) produziert.[6]